# Dům U Bílého jednorožce
Dům U Bílého jednorožce, nazývaný i Trčkovský dům, je původně renesanční měšťanský dům v Praze 1 na Starém Městě na Staroměstském náměstí 15, upravený v roce 1770 pozdně barokně. Trojpatrový dům čp. 603/I s podloubím je od roku 1964 chráněn jako kulturní památka.

## Historie a popis

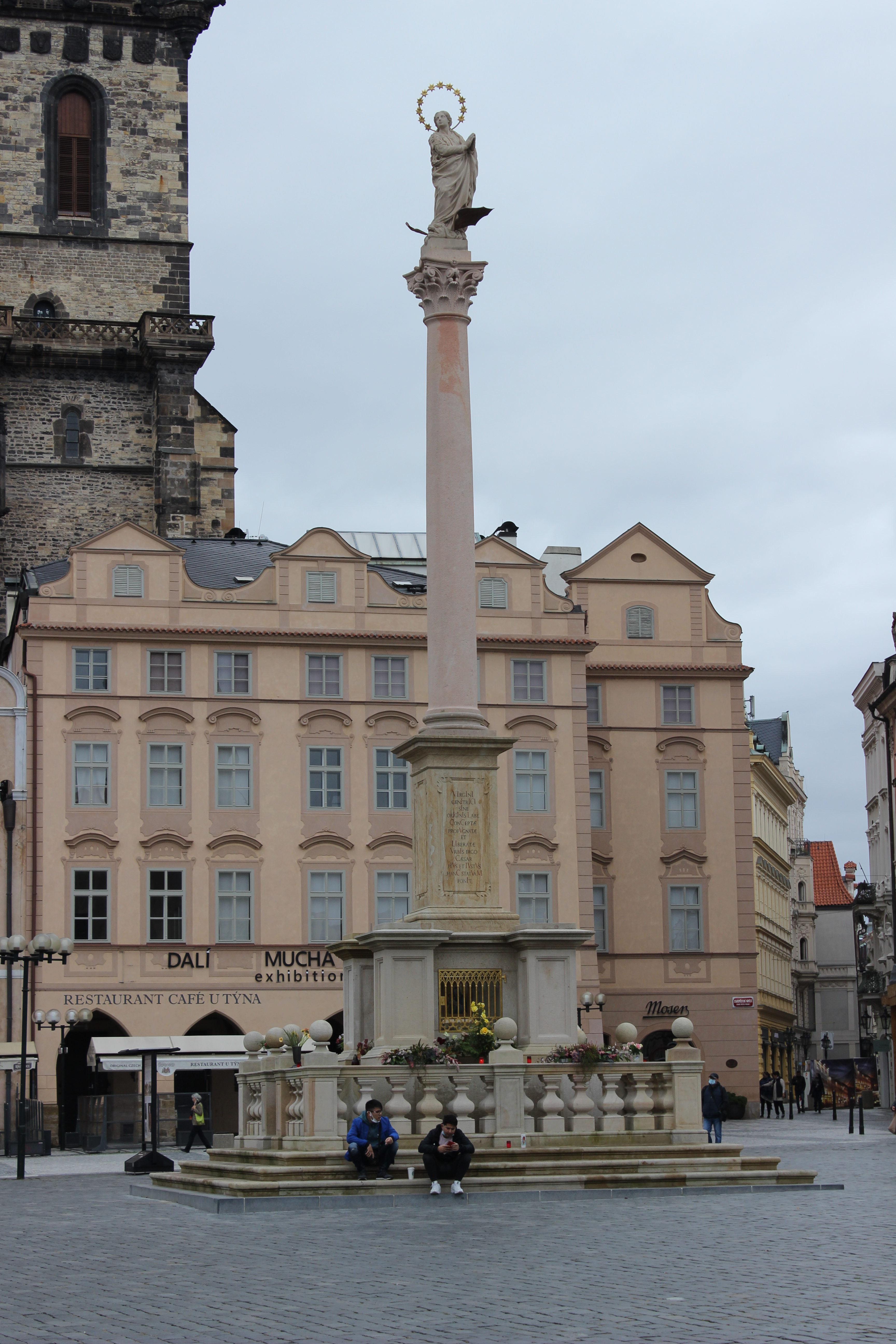
Dům U Bílého jednorožce jako pozadí obnoveného Mariánského sloupu

Vzhledem ke své poloze je dům výraznou součástí Staroměstského náměstí, bloku Týnského chrámu a Královské cesty. Původně tu stál románský objekt datovaný kolem roku 1300 a dva gotické domy. Loubí domu s křížovými žebrovými klenbami je datováno po roce 1330. První písemná zpráva z roku 1363 uvádí jako majitele domu Václava Wernhera. V roce 1411 se dům v majetku Janka Lva (Janconis Leonis) popisuje jako řadový, stojící proti domu Mikuláše z Egerwerku (čp.553/I). V letech 1429–1430 byl majitelem domu lékárník Kunš. Pravděpodobně již k němu lze vztahovat domovní znamení, protože jednorožec byl cechovním znamením lékárníků. 
Na konci 16. století tu vznikl renesanční palác, jehož majiteli byli Trčkové z Lípy. v roce 1605 Marie Magdaléna Trčková dům prodala Anně Pichelbergerové z Varvažova. V letech 1627–1641 se v Trčkovském domě připomíná Abraham starší Günzl z Günzlfeldu, císařský rada a sekretář české komory. Roku 1728 v domě byla opět lékárna, vedl ji Jan Selinger, totožný pravděpodobně s následujícím Schöllingerem.
V domě se narodila v roce 1754 pěvkyně Josefina Dušková, jejíž otec Anton Hampacher tu měl lékárnu U Bílého jednorožce a po něm s tímto znamením od roku 1769 lékárník Schöllinger). Po roce 1770 byla lékárna i s tímto názvem přestěhována do nedalekého domu čp. 551, který se původně nazýval U Kamenného beránka.
K velké pozdně barokní přestavbě došlo ve 2. polovině 18. století. 
Mezi léty 1794–1848 dům vlastnil židovský obchodník Juda Löw Zappert a jeho rozvětvená rodina.
V roce 1858 bylo místo tehdejších vysokých štítů nastavěno třetí patro (tuto úpravu navrhl architekt Jan Bělský a podle tehdejšího majitele se domu říkalo i Šmolkův). Tato úprava byla částečně odstraněna při rozsáhlé rekonstrukci náměstí a přilehlých domů v roce 1987, kdy byly na budovu v pozměněné podobě štíty vráceny.
Dům má kromě hlavní budovy ještě dvě dvorní křídla, která vytvářejí malý dvorek. Fasáda do Staroměstského náměstí má celkem 9 os, z nichž dvě na pravé straně ustupují o jednu okenní osu dozadu. V této části také chybí loubí. Boční fasáda do Celetné ulice má 4 osy.